# 希里內 (紹斯特卡區)
51°54′1″N 34°1′44″E / 51.90028°N 34.02889°E
希里內（烏克蘭語：Гирине）是位於烏克蘭東北部的村莊，由蘇梅州紹斯特卡區的斯韋薩市鎮負責管轄。該村處於斯維薩河畔，海拔高度153米，2001年人口128，98%居民使用烏克蘭語。